# 哈默施泰特
哈默施泰特是德国图林根州的一个市镇。总面积3.94平方公里，总人口167人，其中男性95人，女性72人（2011年12月31日），人口密度42人/平方公里。